# TJ Zákupy

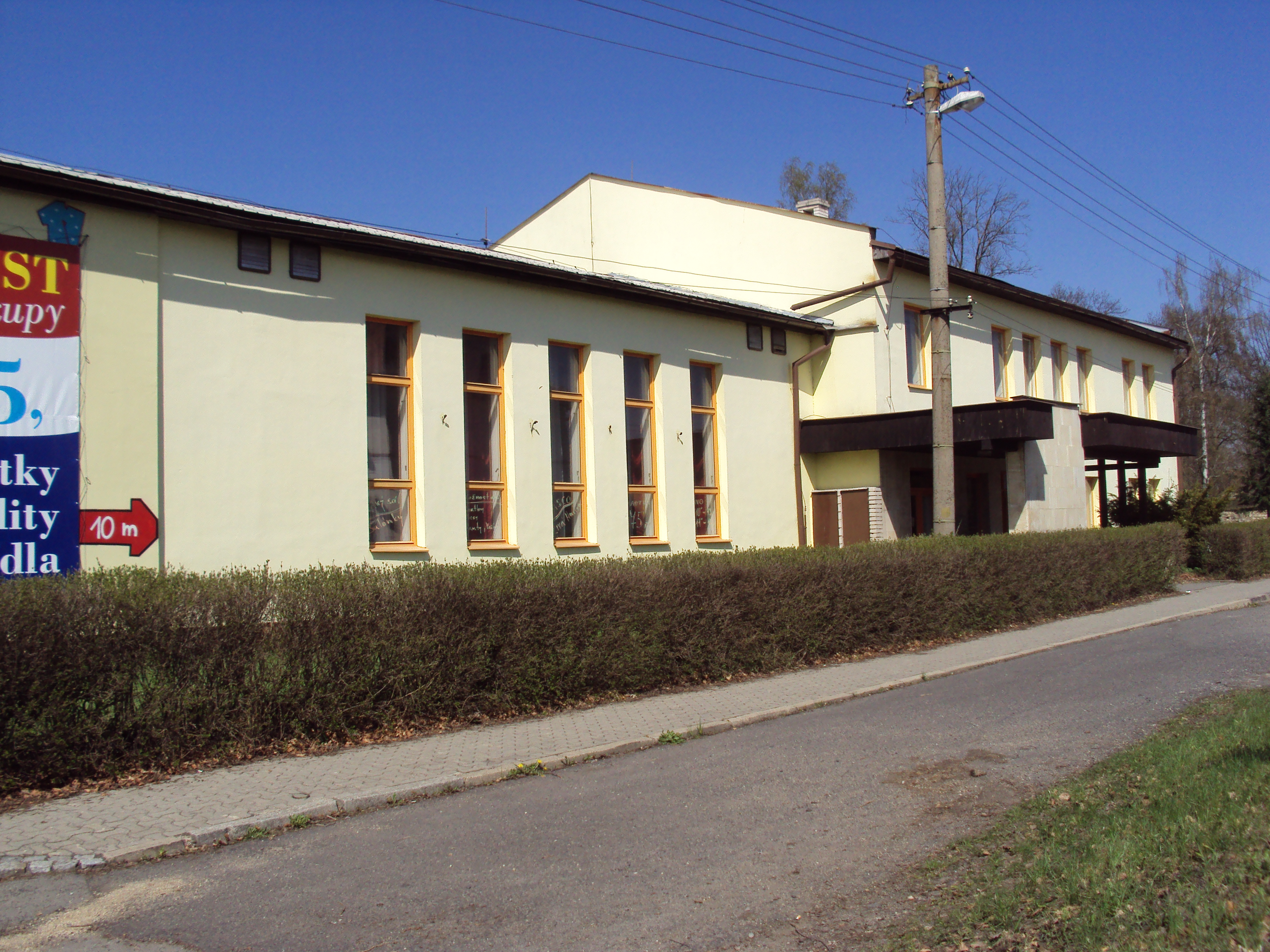
První zákupská tělocvična sloužila cvičením a zápasníkům

TJ Zákupy je sportovní klub v Zákupech na Českolipsku založený v roce 1945. Tělovýchovná jednota byla registrována jako občanské sdružení a v současné době sdružuje 5 oddílů v různých sportovních odvětvích.

## Historie
Po roce 1945 se místo vysídlených Němců do Zákup přistěhovali čeští osadníci, z nichž mnozí byli členy českého Sokola. Právě ti založili v září 1945 TJ Sokol Zákupy. Po Němcích převzali tělocvičnu (nyní Kulturní dům) v Nádražní ulici.
V roce 1946 vznikla v Zákupech druhá sportovní organizace Český atletický klub Zákupy (později přejmenován na AFK Zákupy), pak zdejší vojenská posádka založila fotbalové družstvo Mladá garda. Pak došlo k politické reorganizaci tělovýchovy a v roce 1950 zůstala pouze TJ Sokol Zákupy, v níž brzy převzali hlavní roli fotbalisté. Došlo k několikerému přejmenování TJ. Roku 1960 byl založen oddíl odbíjené (volejbalu), roku 1965 gymnastický oddíl, roku 1983 byl založen oddíl stolního tenisu, o dva roky později oddíl lehké atletiky. Mnohé oddíly vznikaly na půdě zdejší školy a působily jak pod školou, tak TJ Zákupy. Dne 23. srpna 1993 dostala TJ své IČO - 48282766. V únoru 1999 byla další Valná hromada TJ s účastí 32 členů. V té době zde pracovaly čtyři oddíly - ASPV, odbíjené, kopané a stolního tenisu. Předsedou byl M. Machačka, který zároveň vedl oddíl odbíjené (volejbalu).

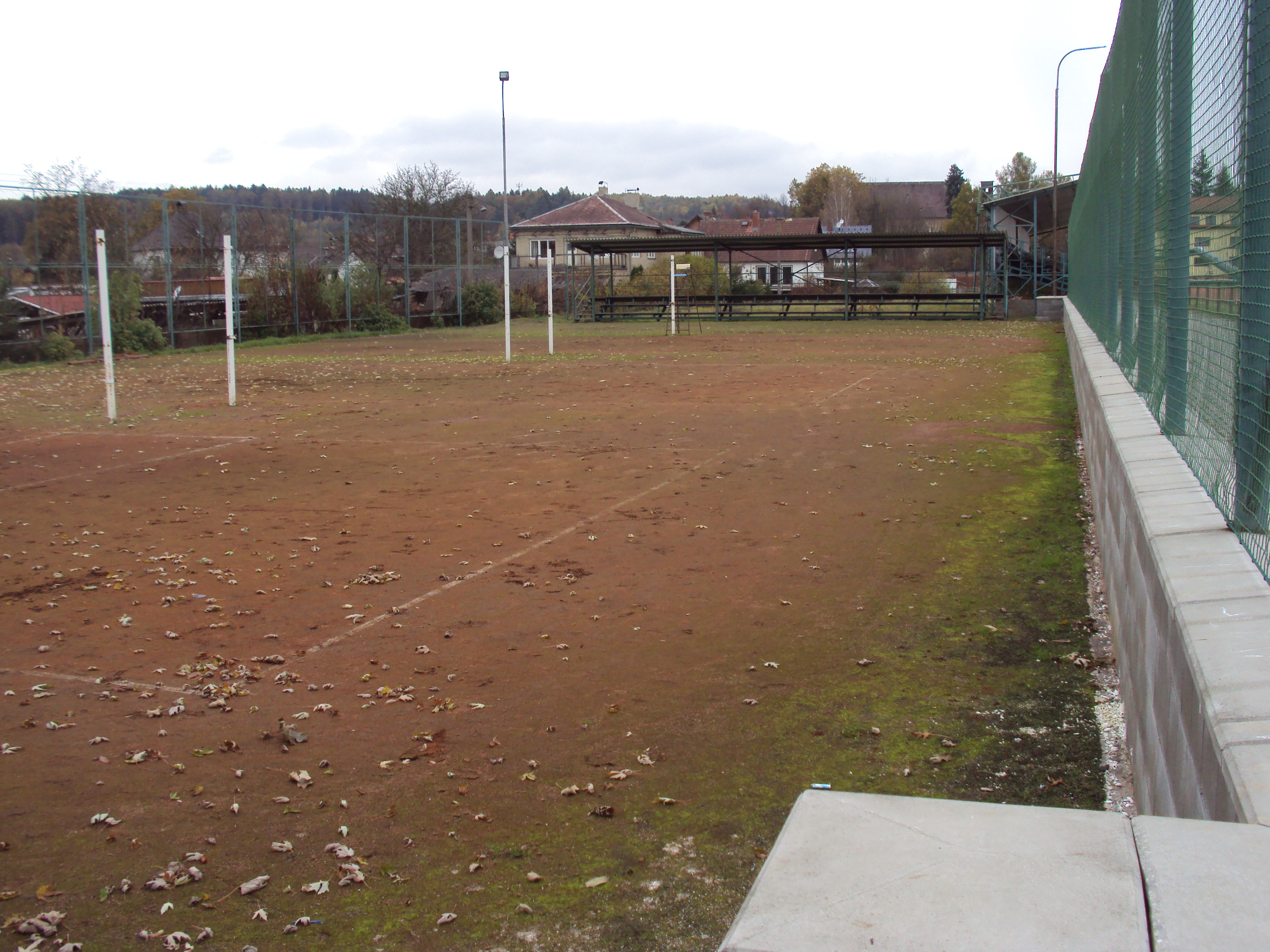
Volejbalové kurty jsou vedle fotbalového hřiště proti škole

### Zápasnický oddíl
V roce 1948 byl založen bratry Jindřichem a Aloisem Syrovátkovými, protektorátními mistry v zápase, zápasnický kroužek. Pět let působil samostatně, až v roce 1953 byl začleněn do TJ Spartak Zákupy. To už byl jeho členem i bývalý profesionální zápasník Václav Uhr. Zápasníci (J. Kolář, L. Březina, V. Petrnek) pod trenérem J. Patočkou dosahovali brzy cenných úspěchů v přeborech republiky. V roce 1979 přesto oddíl zanikl.

## Historické názvy

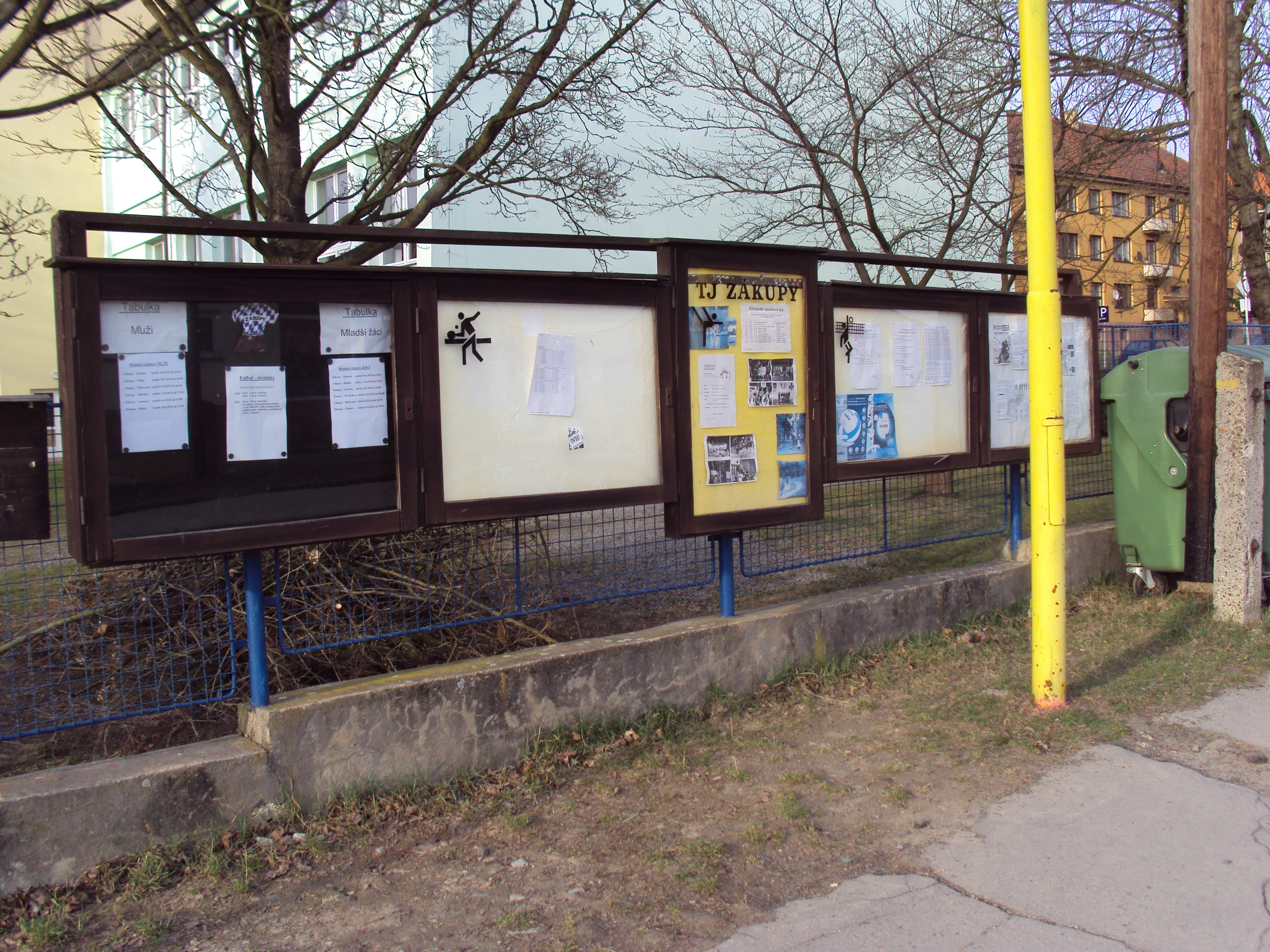
Vývěsky TJ Zákupy v Školní ulici

- 1945 TJ Sokol Zákupy
- 1953 TJ Spartak Zákupy
- 1953 TJ Slavoj Zákupy
- 1957 TJ Dynamo Zákupy
- 1967 TJ Velkovýkrmny Zákupy
- 1987 TJ Státní statek Zákupy
- 1990 TJ Zákupy

## Současné oddíly

### TJ Zákupy, oddíl/odbor ZRTV (Asociace Sportu pro všechny)
Tento oddíl je nejvíce provázaný s místní základní školou (tělocvičny i někteří učitelé) a vystupuje i samostatně pod názvem TJ ASPV Zákupy. Jeden z jeho oddílů děvčat je registrován u České basketbalové federace, oblast Severní Čechy. Sezonu 2013/2014 ukončil na čtvrtém místě pětičlenné tabulky.

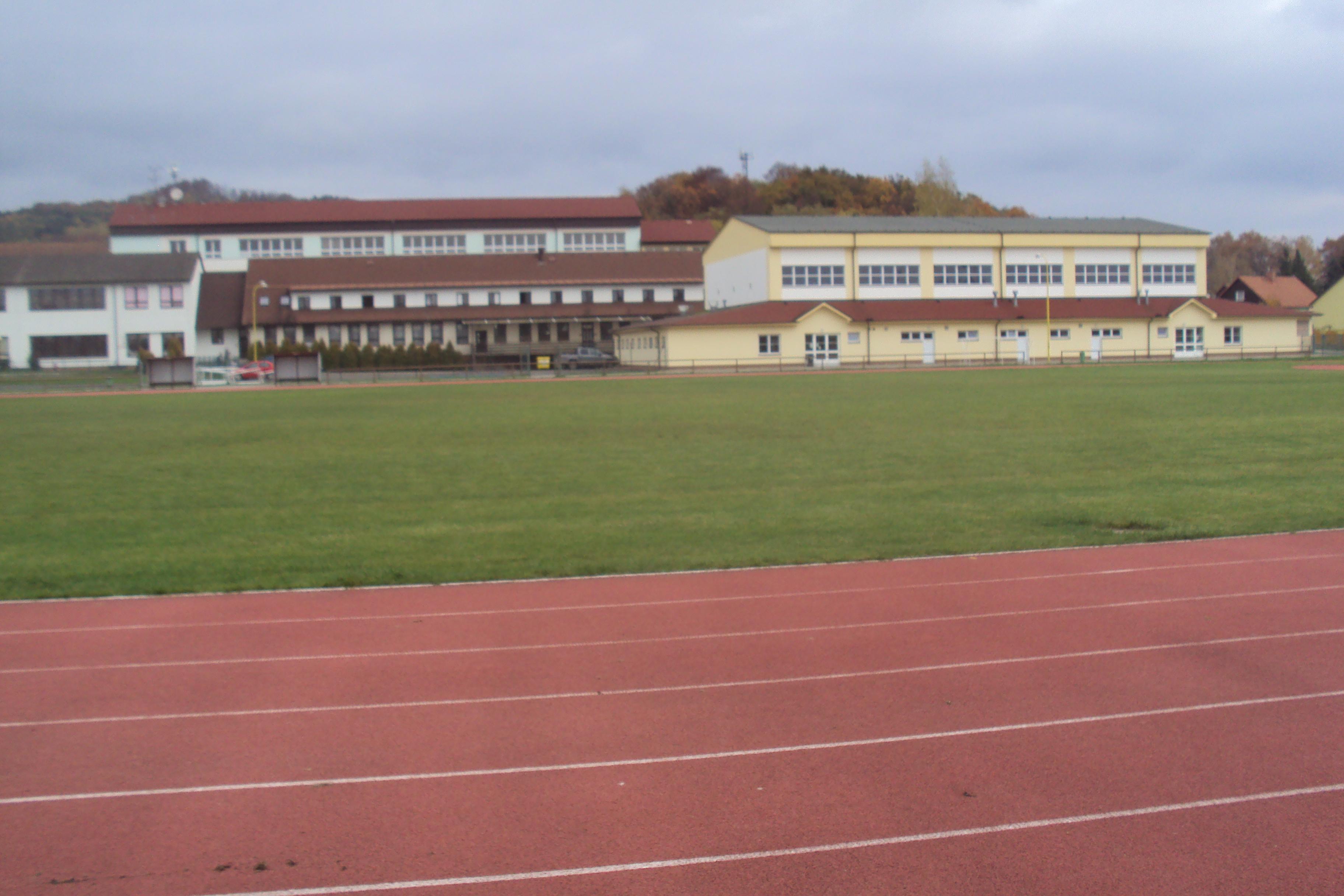
Fotbalové a školní hřiště u školy

### TJ Zákupy, volejbalový oddíl
- Oddíl byl založen v roce 1960 těmito sportovci: J. Sadílek, Zd. Patočka, J. Šimek, Zd. Klimpera, F. Prokop, A. Nermuť, Jan Rázek, J. Stahl a M. Hovorka.
- V roce 1962 si vybudovali v zámecké zahradě areál se třemi kurty a krytou tribunou pro stovku diváků. Areál byl v roce 2000 zrušen po výstavbě nových dvorců v areálu školy.
- Oddíl v konečné tabulce okresního přeboru obsadil v roce 2012 třetí místo (z osmi účastníků, hráno 14 kol). O rok později skončil druhý a Jan Čibera byl vyhodnocen jako nejlepší hráč soutěže.
- Každoročně v létě pořádá tradiční turnaj mužů O pohár města Zákupy, v červenci 2012 se jeho 52. ročníku zúčastnil velmi malý počet účastníků, pouze tři. Zákupští skončili poslední.[4] O rok později se turnaj uskutečnil 17. srpna za účasti dvou týmů.[5] Před rok 2020 byl změněn systém turnaje z chlapského na mixový a turnaje se účastnilo přes 10 týmů.
- V roce 2022 byla obnovena tradice upadajícího volejbalového oddílu TJ Zákupy. Okresní přebor hrají nyní týmy A a B-Junioři. Pravidelně se pořádají tréninky jako pro mládež, muže, ženy či mixy. V sezóně 2022/2023 volejbalový oddíl Zákupy A vyhrál okresní přebor.

### TJ Zákupy, oddíl stolního tenisu
Oddíl vznikl 11. prosince 1982 z původního kroužku na zákupské škole. Zapojilo se do něj zpočátku 20 hráčů, vedoucím oddílu hrajícím pod hlavičkou TJ Velkovýkrmny Zákupy byl Bořivoj Odstrčil.
Oddíl mnoho let hrál pouze okresní, nejnižší soutěže registrovaných stolních tenistů. V září 2009 se A tým dostal po předchozí úspěšné sezóně do krajského přeboru II. třídy, B tým hrál okresní přebor. Soutěžní utkání hrály oba týmy v herně tenistů z boku nové sportovní haly poblíž školy. Vedoucím oddílu byl Petr Brůžek mladší.
V roce 2012 klesl počet aktivních hráčů na 10, a proto byl B tým z okresního přeboru odhlášen. V sezoně 2013/2014 hrál A tým v krajském přeboru, B tým okresní přebor 2. Oddíl je v prosinci pořadatelem tradičního Vánočního turnaje i pro veřejnost. Dne 3. května 2014 oddíl pořádá 30. ročník tradičního turnaje O pohár osvobození. Zúčastnilo se jej 29 hráčů z různých oddílů, vítězem se stal Otta Hübsch.

### TJ Zákupy, oddíl horolezectví
Při letních Zákupských slavnostech 2008 byla poprvé předvedena veřejnosti umělá lezecká stěna v budově někdejší klášterní školy na náměstí. Stěnu uvedl do pravidelného užívání na konci prosince 2008 Boulder klub (členové horolezeckého oddílu TJ Zákupy). Kvůli pozdějším dluhům za spotřebu elektřiny v nájemních prostorech došlo k veřejným diskuzím a trestním oznámením, po projednání problému zastupitelstvem města na jaře 2014 bude stěna provozována TJ Zákupy nadále.

### TJ Zákupy, oddíl kopané
Fotbalový tým mužů zakončil sezonu 2010/2011 v II. třídě okresu Česká Lípa na 4. místě čtrnáctičlenné tabulky. Muži dokázali získat 9. června 2011 po vítězství 2:0 nad Jestřebím Pohár Českolipského deníku. Finále bylo sehráno na hřišti TJ Lokomotiva Česká Lípa. Fotbalovou sezónu 2011/2012 zákupský tým zakončil třetím místem v II. třídě. Ročník 2012/2013 byl pro A. tým postupovým, v II. třídě zvítězili a postoupili do krajské I.B třídy. V sezoně 2013/2014 byli po podzimní části dospělí šestí, starší přípravka v okresní soutěži na 11 místě, starší žáci v okresní soutěži v čele tabulky.

### TJ Zákupy, nohejbalový
Nohejbalový oddíl Zákupy (součást TJ Zákupy, z.s.) je sportovní klub z města Zákupy v Libereckém kraji (ČR), zaměřený na nohejbal. Oddíl byl založen v roce 2019. Zakládajícími členy byli Lukavec, Paďour, Machačka ml., Kos a Kaplan.
Historie
Oddíl vznikl v roce 2019. Dne 29. března 2024 podal žádost o přijetí mezi členy Českého nohejbalového svazu 
Činnost
Mužstva mužů oddílu nastupují v okresní soutěži. Součástí oddílu je také dětská sportovní přípravka zaměřená na míčovou koordinaci.
Turnaje
Oddíl dvakrát ročně pořádá nadregionální turnaje trojic a dvojic s názvem O Zákupské kopyto.
Turnaj je považován za tradiční sportovní událost regionální úrovně .
Mládež
Součástí oddílu je také dětská sportovní přípravka zaměřená na míčovou koordinaci a základní pohybovou průpravu.

## Areály a zařízení TJ

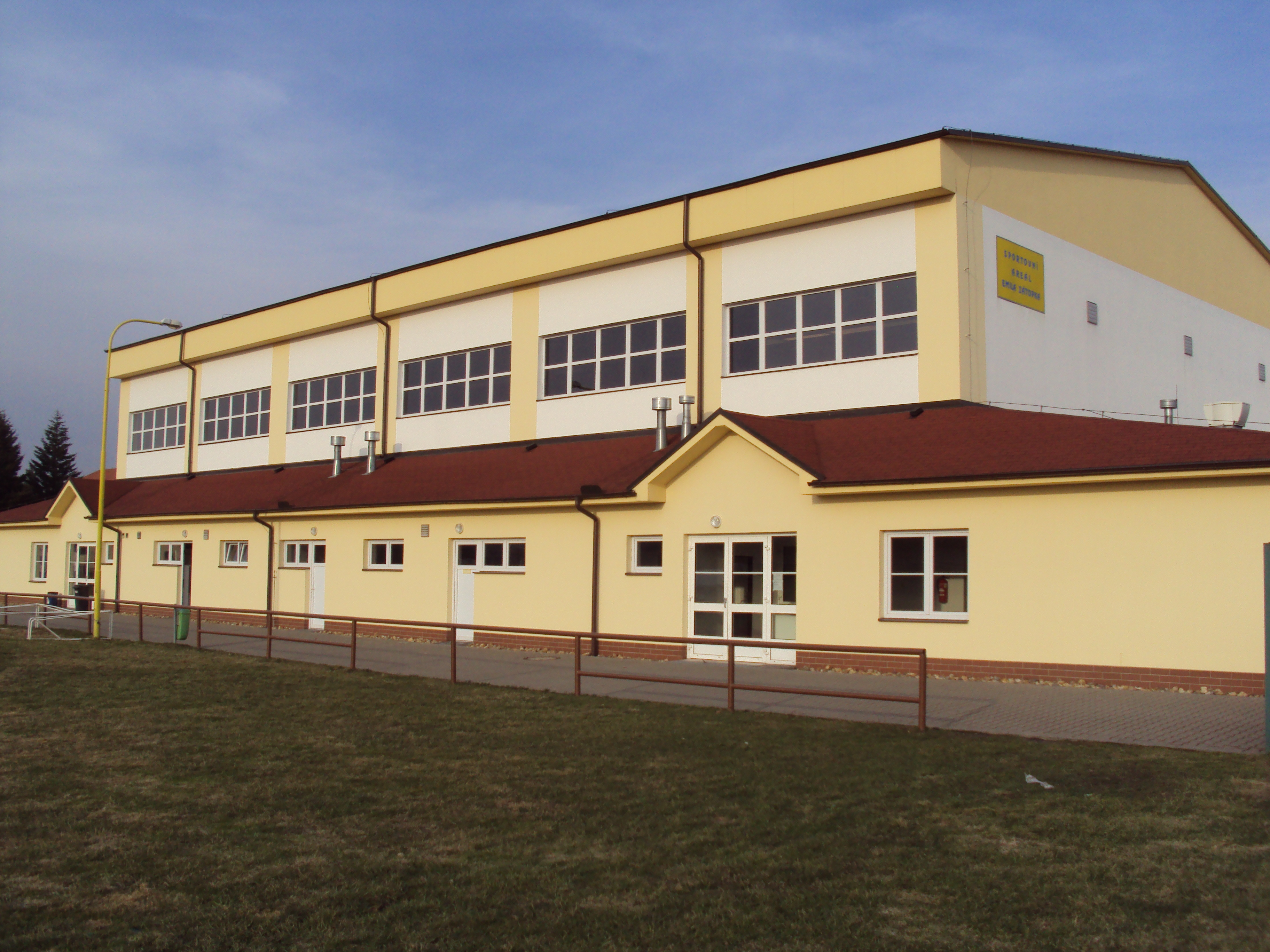
Sportovní hala slouží sousední škole i TJ Spolana

Po roce 1945 měla k dispozici TJ budovu nynějšího Kulturního domu a za ní si vybudovala i hřiště na fotbal. Do roku 2000 měla TJ malý areál volejbalových hřišť v zámeckém parku. Pak byl vybudován sportovní areál u školy (patří škole), který spolu se starší školní tělocvičnou využívají všechny oddíly školy i TJ Zákupy. Součástí areálu je sportovní hala s zázemím, lehkoatletický a fotbalový stadion Emila Zátopka, několik volejbalových kurtů.